# 1-Methylimidazol
1-Methylimidazol oder N-Methylimidazol ist eine organische Verbindung aus der Gruppe der fünfgliedrigen, heterocyclischen, aromatischen Amine mit der Summenformel C4H6N2. Es ist eine farblose Flüssigkeit, die als Lösungsmittel, Base und als Edukt für die Synthese einiger ionischer Flüssigkeiten verwendet wird.

## Eigenschaften
1-Methylimidazol ist eine farblose, klare Flüssigkeit mit einem Schmelzpunkt von −6 °C. Im Gegensatz zum Imidazol kann diese Verbindung nicht tautomerisieren. Es ist etwas basischer als Imidazol, wie durch die pKa-Werte von 7,0 bzw. 7,4 gezeigt wird. Die Methylierung des Stickstoffs führt zu einem niedrigeren Schmelzpunkt, weshalb es sich als Lösungsmittel eignet.

## Synthese
1-Methylimidazol wird industriell über zwei Hauptrouten hergestellt. Am häufigsten wird eine Säure-katalysierte Methylierung von Imidazol mit Methanol eingesetzt. Die zweite Route nutzt eine Radziszewski-Synthese ausgehend von Glyoxal, Formaldehyd und einer Mischung aus Ammoniak und Methylamin.
Im Labormaßstab kann 1-Methylimidazol durch Methylierung des Pyridin-analogen Stickstoffs und anschließender Deprotonierung gewonnen werden. Eine alternative Route ist die Deprotonierung des Imidazols und anschließende Methylierung des Salzes.

## Anwendung
1-Methylimidazol und seine Derivate werden benutzt, um Eigenschaften von Imidazol-basierten Biomolekülen zu imitieren. Es ist außerdem ein Ausgangsstoff für die Synthese von Pyrrol-Imidazol-Polyamiden, welche selektiv an DNA-Sequenzen binden können.

### Ionische Flüssigkeiten
Durch Alkylierung von 1-Methylimidazol können ionische Flüssigkeiten gewonnen werden. Je nach Alkylierungsmittel können verschiedene Kombinationen aus Anion und Kation gewonnen werden.

### BASIL-Prozess
BASF nutzt 1-Methylimidazol im BASIL-Prozess (biphasic acid scavenging using ionic liquids). Dabei wird 1-Methylimidazol als Hilfsbase eingesetzt, um entstehende Salzsäure zu neutralisieren. Dabei bildet sich eine ionische Flüssigkeit, die eine zweite Phase bildet und sich so leicht abtrennen lässt. Im BASIL-Prozess wird Diethoxyphenylphosphin gewonnen.

### Donor-Eigenschaften
1-Methylimidazol (NMIz) formt als Ligand oktaedrische Ionen M(NMIz)62+ mit M = Fe, Co, Ni, und quadratisch-planare Ionen mit Kupfer Cu(NMIz)42+.

## Sicherheitshinweise
Die Dämpfe von 1-Methylimidazol können mit Luft ein explosionsfähiges Gemisch (Flammpunkt 92 °C, Zündtemperatur 525 °C) bilden.